# Бланчестер (Охајо)
Бланчестер (енгл. Blanchester) град је у америчкој савезној држави Охајо.

## Демографија
По попису из 2010. године број становника је 4.243, што је 23 (0,5%) становника више него 2000. године.
| Група             | 2000.         | 2010.         |
| Белци             | 4.146 (98,2%) | 4.138 (97,5%) |
| Афроамериканци    | 6 (0,1%)      | 18 (0,4%)     |
| Азијати           | 15 (0,4%)     | 11 (0,3%)     |
| Хиспаноамериканци | 26 (0,6%)     | 17 (0,4%)     |
| Укупно            | 4.220         | 4.243         |